# Nesodactylus
Nesodactylus ("ostrovní křídlo") byl rod ramforynchoidního ptakoještěra, žijícího v období svrchní jury (geologický stupeň oxford, asi před 160 miliony let) na území dnešní Kuby.

## Historie
Fosilie se skládají z fragmentů postkraniální kostry i části lebky, objevené v sedimentech souvrství Pinar del Río - Jagua. Prvním, kdo objevil zkameněliny tohoto ptakoještěra byl americký paleontolog Barnum Brown v roce 1918. Teprve o půl století později pak byly formálně popsány Edwinem H. Colbertem.

## Popis
Kosti tohoto menšího pterosaura jsou duté, byl zřejmě dobrým a obratným letcem. Rozpětí křídel činilo dle odhadů asi 120 cm, jednalo se tedy o malý druh zubatého pterosaura, který patřil k vývojově primitivním zástupcům své skupiny. Mnoho informací však o tomto druhu nemáme, zejména vzhledem k omezenému fosilnímu materiálu a nedostatku informací o jeho životním prostředí v rámci daného geologického souvrství.